# Reapercussions
Reapercussions es el tercer episodio de la segunda temporada de la serie de televisión estadounidense de ciencia ficción y drama Los 100. El episodio fue escrito por Aaron Ginsburg y Wade McIntyre y dirigido por Dean White. Fue estrenado el 5 de noviembre de 2014 en Estados Unidos por la cadena The CW.
Clarke y Anya unen fuerzas para escapar de Mount Weather. Kane emite una orden para que Abby sea castigada brutalmente. Octavia busca a Lincoln.

## Argumento
En su camino fuera del Monte Weather, Clarke y Anya deben enfrentarse a los carroñeros, quienes están siendo controlados por los hombres de la montaña. Abby es castigada públicamente por ayudar a Finn, Bellamy y los otros que dejan el campamento para buscar a sus amigos. Octavia se une al resto de la tribu de Indra con el fin de luchar contra los carroñeros. Marcus va tras Finn, Bellamy y los demás y le dice a Abby que ella será la canciller provisional. Clarke y Anya sobreviven después de saltar por una cascada y Anya revela más tarde que va a utilizar a Clarke como prisionera por haber asesinado a los terrícolas durante la explosión de la nave.

## Elenco
- Eliza Taylor como Clarke Griffin.
- Paige Turco como Abigail Griffin.
- Thomas McDonell como Finn Collins.
- Bob Morley como Bellamy Blake.
- Marie Avgeropoulos como Octavia Blake.
- Devon Bostick como Jasper Jordan.
- Lindsey Morgan como Raven Reyes.
- Ricky Whittle como Lincoln.
- Christopher Larkin como Monty Green.
- Isaiah Washington como Theloneus Jaha.
- Henry Ian Cusick como Marcus Kane.

## Recepción
En Estados Unidos, Reapercussions fue visto por 1.68 millones de espectadores, de acuerdo con Tv by the Numbers.

### Recepción crítica
Caroline Preece escribió para Den of Geek: "Parece que la segunda temporada de Los 100 se mantendrá con la separación de los diversos grupos por un tiempo... Es una forma muy eficiente de explorar rápidamente la nueva tierra en la que se han encontrado, y evita el problema de tener demasiados villanos en el programa a la vez. Con cada historia con sus propios protagonistas establecidos, el público puede sentirse conectado con todos ellos".
Carla Day calificó el episodio para TV Fanatic con una puntuación de 4.9/5 y agregó: "Reapercussions tomó el primer lugar para mi episodio favorito de la serie". "La hora estuvo llena de muchos momentos y decisiones impactantes, aunque la mayor revelación para mí fue la relación simbiótica entre los Hombres de la Montaña y los Segadores con respecto a los Grounders". También destacó las actuaciones de Paige Turco y Marie Avgeropoulos.